# Polisi SC
El Polisi SC es un equipo de fútbol de Zanzíbar que milita en la Primera División de Zanzíbar, la liga de fútbol más importante del país.

## Historia
Fue fundado en la capital Zanzíbar y es el club que representa a la policía de Zanzíbar en fútbol. Han sido campeones de la Primera División de Zanzíbar en dos ocasiones y han ganado la Copa Nyerere en una ocasión.
A nivel internacional han participado en 3 torneos continentales, en los cuales nunca han podido superar la primera ronda.

## Palmarés
- Primera División de Zanzíbar: 2

2004/05, 2005/06
- Copa Nyerere: 1

2001
- Copa Mapinduzi: 0
  - Finalista: 1

2008

## Participación en competiciones de la CAF
| Temporada | Torneo                       | Ronda      | Club            | Casa | Visita | Global |
| --------- | ---------------------------- | ---------- | --------------- | ---- | ------ | ------ |
| 2006      | Liga de Campeones de la CAF  | Preliminar | CIVO United     | w/o1 | w/o1   | w/o1   |
| 2006      | Liga de Campeones de la CAF  | 1          | Étoile du Sahel | 0-2  | 0-3    | 0-5    |
| 2007      | Liga de Campeones de la CAF  | Preliminar | Al-Hilal        | 0-2  | 0-4    | 0-6    |
| 2015      | Copa Confederación de la CAF | Preliminar | CF Mounana      | 1-3  | 0-5    | 1-8    |

1- CIVO United abandonó el torneo.